# Alexandre José Maria dos Santos
Alexandre José Maria dos Santos O.F.M. (Cabo Doho, Zavala, 18 de março de 1918 — Maputo, 29 de setembro de 2021) foi um cardeal moçambicano da Igreja Católica. Foi arcebispo de Maputo entre 1975 e 2003, e era o arcebispo-emérito desta diocese.

## Biografia
Iniciou os seus estudos no Seminário Menor Franciscano de Amatongas, no Seminário Missionário da África de Niassalândia, hoje Malawi e no Seminário Franciscano de Varatojo, em Lisboa. Juntou-se à Ordem dos Frades Menores, fazendo a sua profissão temporária em 1948 e a sua profissão solene em 1951.
Foi ordenado padre em 25 de junho de 1953, em Lisboa, por Dom Teófilo José Pereira de Andrade, O.F.M., bispo de Nampula. Exerceu o seu ministério pastoral nas missões franciscanas de Inhambane entre os anos de 1954 e 1972. Conselheiro, liderou a custódia franciscana de Moçambique e tornou-se reitor do Seminário Menor em Vila Pery, actual Chimoio, até 1974.
Em 23 de dezembro de 1974, foi nomeado arcebispo de Lourenço Marques pelo Papa Paulo VI. Foi ordenado em 9 de março de 1975, junto com o bispo de Porto Amélia, Dom Januário Machaze Nhangumbe, no Pavilhão de Desportos do Maxaquene, tendo como sagrante principal o Cardeal Dom Agnelo Rossi, Prefeito da Congregação para a Evangelização dos Povos, auxiliado por Laurean Rugambwa, arcebispo de Dar-es-Salaam e Dom Eduardo André Muaca, bispo de Malanje.
Fundou e foi o primeiro presidente da Caritas de Moçambique, no momento da Independência de Moçambique. Promoveu relações mais estreitas com as comunidades eclesiásticas das ex-colónias portuguesas de Angola, Cabo Verde, Guiné-Bissau e São Tomé e Príncipe. Em 22 de agosto de 1981, fundou um instituto religioso africano para meninas moçambicanas com o objetivo de fazer a vida religiosa florescer no país, as "Irmãs Franciscanas de Nossa Senhora  Mãe da África".
Em 29 de maio de 1988, o Papa João Paulo II anunciou a criação de novos cardeais, entre os quais Dom Alexandre dos Santos. Assim, no Consistório Ordinário Público de 28 de junho, foi criado cardeal-presbítero de São Frumêncio ai Prati Fiscali. Em 22 de fevereiro de 2003, resignou do arcebispado, tornando-se arcebispo-emérito de Maputo.
Foi o principal sagrante de Dom Alberto Setele, Dom Júlio Duarte Langa, Dom Adriano Langa, O.F.M., Dom Ernesto Maguengue e de Dom Lucio Andrice Muandula. Fundou a Universidade São Tomás de Moçambique em 2007. Foi o primeiro arcebispo e cardeal nativo de Moçambique. 
Morreu em 29 de setembro de 2021, no Instituto de Coração de Maputo.

## Conclaves
- Conclave de 2005 - participou do conclave para a eleição do Papa Bento XVI, mas não tinha direito ao voto, já que na época tinha mais de 80 anos.
- Conclave de 2013 - participou do conclave para a eleição do Papa Francisco, mas não tinha direito ao voto, já que na época tinha mais de 80 anos.